# M-flo
m-flo는 일본의 에이벡스에 소속된 음악 그룹이다. 엠플로는 미디어라이트-플로(mediarite-flo)의 약자로, "미디어라이트"(mediarite)는 두 영어 단어인 "미디어"(media)와 "미티어라이트"(meteorite)로부터 나온 조어이고, "플로"(flo)는 랩의 흐름(flow)을 의미한다. 엠플로는 현재 일본인 작곡가인 타쿠와 재일 한국인 랩퍼인 VERBAL로 구성되어 있다.

## 멤버

### 현 멤버
- 타쿠 (Taku)

1974년 3월 29일에 일본의 가나가와현에서 태어났다. 본명은 다카하시 타쿠(高橋 拓)이며, 작곡을 맡고 있지만 일부 곡에서는 랩도 담당한다. 본명인 다카하시 타쿠로 스즈키 아이리 노래중 하나인 恋におちたら feat. 空音 & ☆Taku Takahashi 의 곡의 프로듀서를 맡았다.
- 버발 (VERBAL)

1975년 8월 21일에 도쿄에서 태어났다. 본명은 류영기(柳榮起, 언론 표기 시에는 두음법칙상 '유영기'라고 함)이다. 국적은 대한민국이다. 한국계 일본인 이자 재일 한국인3세이다. 그룹에서는 랩과 작사를 맡고 있다.
- 리사

1974년 10월 26일에 도쿄출신이다. 본명은 나리타 엘리자베스 사쿠라(Elizabeth Sakura Narita)로, 아버지가 일본인이고 어머니가 콜롬비아인이다. 2002년 봄까지 보컬로 활동하다가 솔로 활동에 전념하기 위하여 탈퇴했으나, 2005년에 발매된 BEAT SPACE NINE에서 게스트 보컬로 참여하기도 했다. 그러다가 2017년 12월 15일 약 16년 만에 복귀한 사실이 공식 사이트와 공식 트위터, 공식 인스타그램에 발표되었다.

## 작품 목록

### 싱글
1. 《The Way We Were》 (1998년 10월 24일)
2. 《been so long》 (1998년 12월 2일)
3. 《the tripod EP》 (1999년 7월 7일)
4. 《Mirrorball Satellite 2012》 (1999년 9월 21일)
5. 《L.O.T. (Love or Truth)》 (1999년 11월 25일)
6. 《chronopsychology》 (1999년 11월 25일)
7. 《Hands》 (2000년 2월 16일)
8. 《Come Back to Me》 (2000년 4월 26일)
9. 《the Quantum EP》 (2000년 6월 28일)
10. 《How You Like Me Now?》 (2000년 9월 26일)
11. 《come again》 (2001년 1월 17일)
12. 《orbit-3》 (2001년 3월 14일)
13. 《prism》 (2001년 5월 9일)
14. 《Dispatch》 (2001년 7월 5일)
15. 《Yours only,》 (2001년 10월 31일) - 이 이후는 리사 탈퇴 후의 싱글임.
16. 《REEEWIND!》 (m-flo loves 크리스탈 케이) (2003년 6월 18일)
17. 《miss you》 (m-flo loves 멜로디. and 야마모토 료헤이) (2003년 9월 22일)
18. 《the Love Bug》 (m-flo loves 보아) (2004년 3월 17일)
19. 《let go》 (m-flo loves 요시카) (2004년 11월 17일)
20. 《DOPANMINE》 (m-flo loves 에밀리 and 디기-모') (2005년 2월 23일)
21. 《Loop In My Heart/HEY!》 (m-flo loves 에밀리 and 요시카/m-flo loves 와다 아키코) (2005년 7월 13일)
22. 《Summer Time Love》 (m-flo loves 히노우치 에미 and 료헤이) (2006년 6월 28일)
23. 《Love Song》 (m-flo loves 보니 핑크) (2006년 11월 8일)
24. 《Tonite》 (2012년 12월 5일)
25. 《Lover》 (2013년 2월 6일)
26. 《irony》 (2013년 9월 11일)

### 앨범

#### 정규앨범
1. 《Planet Shining》 (2000년 2월 23일)
2. 《EXPO EXPO》 (2001년 3월 28일)
3. 《ASTROMANTIC》 (2004년 3월 24일)
4. 《BEAT SPACE NINE》 (2005년 8월 24일)
5. 《COSMICOLOR》 (2007년 3월 28일)
6. 《SQUARE ONE》 (2012년 3월 14일)
7. 《NEVEN》 (2013년 3월 13일)
8. 《Future is Wow》 (2014년 3월 26일)

#### 리믹스 앨범
1. 《The Replacement Percussionists》 (2000년 8월 9일)
2. 《エキスポ防衛ロボット「GRAN SONIK」》 (2001년 11월 28일)
3. 《ASTROMANTIC CHARM SCHOOL》 (2004년 9월 15일)
4. 《DOPE SPACE NINE》 (2005년 11월 2일)
5. 《electriCOLOR》(2007년 9월 26일)
6. 《m-flo DJ mix Bon! enkai》 (2012년 12월 19일)

#### 라이브 앨범
1. 《m-flo tour 2001 EXPO EXPO》 (2001년 8월 29일)

#### 베스트 앨범
1. 《The Intergalactic Collection ~ギャラコレ~》 (2003년 3월 5일)
2. 《Award SuperNova -Loves Best-》 (2008년 2월 13일)

#### 기획 앨범
1. 《ソトシゴト ~m-flo turns it out!~》 (2002년 2월)
2. 《m-flo inside》 (2004년 3월 17일)
3. 《m-flo inside -WORKS BEST Ⅱ-》 (2006년 7월 26일)
4. 《m-flo inside -WORKS BEST Ⅲ-》 (2009년 3월 18일)
5. 《m-flo inside -WORKS BEST Ⅳ-》 (2010년 9월 8일)
6. 《m-flo inside -WORKS BEST Ⅴ-》 (2013년 3월 27일)

#### 10주년 기념 앨범
1. 《m-flo TRIBUTE~maison de m-flo~》(2009년 9월 16일)
2. 《MF10 -10th ANNIVERSARY BEST-》(2009년 10월 7일)
3. 《m-flo TRIBUTE~stitch the future and past~》(2011년 4월 20일)